# Karl Erik Bøhn
Karl Erik Bøhn (Sandefjord, 1965. február 14. – Tønsberg, 2014. február 2.) norvég kézilabdázó és edző. 2011 szeptemberétől haláláig a magyar női kézilabda-válogatott szövetségi kapitánya volt.
Játékosként 126 alkalommal szerepelt a norvég válogatottban 1986 és 1993 között.
Játékosi pályafutása után a norvég férfi kézilabda-válogatott másodedzője volt. Ezen a poszton 1996-ban részt vett a világbajnokságon. 1998-tól norvég Drammen férfi csapatának volt az edzője. A klubbal 1999-ben KEK-elődöntős, 2001-ben KEK-negyeddöntős volt. 2002-től 2005 a Larvik női csapatának a segédedzője, 2005-től 2011-ig vezetőedzője volt. Ebben az időszakban öt bajnokságot és kupát nyert a csapat. 2010-ben elődöntőbe jutott a Bajnokok ligájában. 2008-ban KEK-győztes, 2009-ben KEK-döntős volt.
Akkori élettársa, Heidi Løke a Győri Audi ETO KC játékosa lett. Bøhnt – Løke átigazolása miatt – 2011 januárjában menesztették a Larviktól. 2011 augusztus végén kinevezték a magyar női kézilabda-válogatott szövetségi kapitányának. Szerződése 2016-ig szól. 2011 novemberében kinevezték a Győri Audi ETO KC vezetőedzőjének. Szerződése a szezon végéig szólt. Klubcsapatával a BL-döntőbe jutott és megnyerte a magyar bajnokságot.
2012-ben a magyar válogatottal bronzérmet szerzett az Európa-bajnokságon. 2013 januárjában leukémiát diagnosztizáltak nála. Norvégiában kezelték, ezalatt Siti Bea látta el Bøhn válogatott melletti feladatait.
Júniusban közölte, hogy a vártnál hosszabb kezelés miatt nem tudja vállalni a válogatott felkészítését a világbajnokságra. Szeptemberben csontvelő-átültetést hajtottak végre rajta. Kezelése eleinte sikeresnek tűnt, de 2013 decemberében bejelentette, hogy betegsége nem gyógyítható.
2014. február 2-án elhunyt.

## Díjai, elismerései
- Az év norvég kézilabdás személyisége (2012)[7]
- Magyar kézilabdázásért emlékérem (2014)[8]